# Casino (Bermeo)
El Casino es un edificio obra del arquitecto Severino de Achúcarro, se encuentra en el municipio de Bermeo en Vizcaya (País Vasco, España). Se edificó en 1894 y se derrumbó en 1983 a consecuencia de unas inundaciones. Reedificada de nuevo, esta obra está considerada dentro del eclecticismo. Se encuentra ubicado en el parque de la Lamera. Las diferentes zonas del edificio se utilizan para diversas actividades, por un lado se encuentra la sala de exposiciones y conferencias "Nestor Basterretxea" y por otro hay un restaurante que acoge el espacio central del edificio. En el lado opuesto hay un bar irlandés y una cafetería.